# En línia i fora de línia

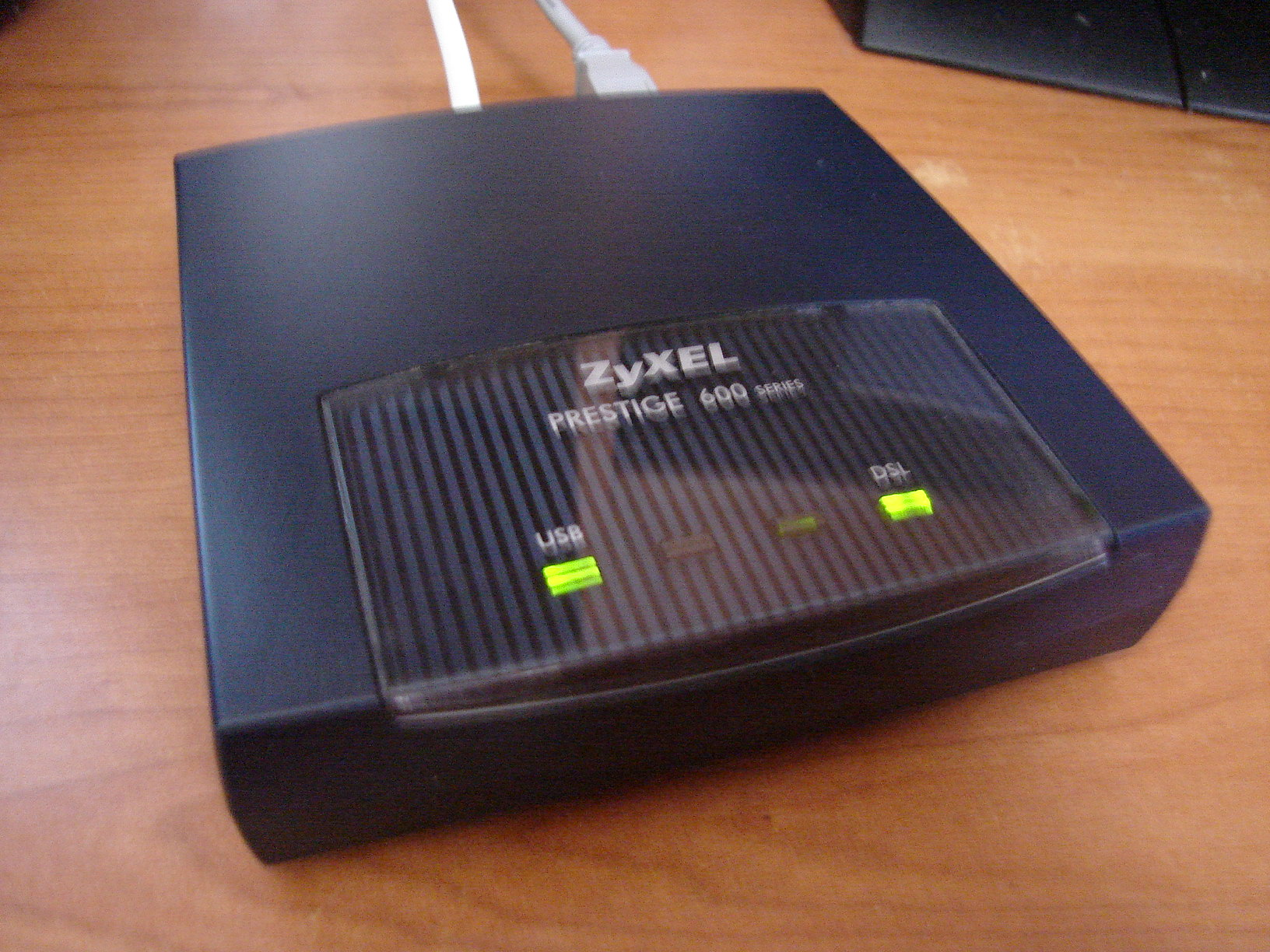
És verd?, està en línia

En informàtica i telecomunicacions, en línia indica un estat de connexió i fora de línia indica un estat de desconnexió. En terminologia moderna, això normalment es refereix a una connexió a Internet, però (especialment quan s'expressa "en línia") pot referir-se a qualsevol equip o unitat funcional que estigui connectada a un sistema més gran (host). Estar en línia significa que l'equip o subsistema està connectat, o que està llest per al seu ús.
"En línia" ha arribat a descriure activitats realitzades o bé a dades disponibles a Internet, per exemple: " identitat en línia ", " predador en línia ", " apostes en línia ", " joc en línia ", " compres en línia ", "banca en línia", i " aprenentatge en línia ". Els prefixos " ciber " i "e" també donen un significat similar, com en les paraules " ciberespai ", " cibercrim ", " correu electrònic " i " comerç electrònic ". En canvi, "fora de línia" pot referir-se a activitats informàtiques realitzades mentre està desconnectat d'Internet o a alternatives a les activitats a Internet (com ara comprar a les botigues habituals). El terme "fora de línia" de vegades s'utilitza indistintament amb l'acrònim anglès "IRL", que significa "a la vida real".

## Història
Durant el segle XIX, el terme en línia s'utilitzava habitualment tant a la indústria ferroviària com al telègraf. Per als ferrocarrils, una caixa de senyal enviava missatges per la línia (via), a través d'una línia de telègraf (cable), indicant l'estat de la via: Tren en línia o Línia clara. Els telegrafistes es referirien a l'enviament de corrent a través d'una línia com a línia directa o bateria en línia ; o poden referir-se a un problema amb el circuit com a en línia, a diferència de la font d'alimentació o l'equip de punt final.
Com a mínim des de 1950, en informàtica, els termes en línia i fora de línia s'han utilitzat per referir-se a si les màquines, inclosos els ordinadors i els dispositius perifèrics, estan connectades o no. Aquí hi ha un fragment del llibre de 1950 High-Speed Computing Devices : 
L'ús d'equips informàtics automàtics per a la reducció de dades a gran escala tindrà un èxit sorprenent només si es proporcionen mitjans per a la transcripció automàtica d'aquestes dades a un formulari adequat per a l'entrada automàtica a la màquina. Per a algunes aplicacions, de les quals les més destacades són aquelles en què les dades reduïdes s'utilitzen per controlar el procés que es mesura, l'entrada s'ha de desenvolupar per al funcionament en línia . En funcionament en línia, l'entrada es comunica directament i sense demora al dispositiu de reducció de dades. Per a altres aplicacions, es pot tolerar el funcionament fora de línia, que implica la transcripció automàtica de dades en una forma adequada per a una introducció posterior a la màquina. Aquests requisits es poden comparar amb els requisits de funcionament del teletip. Per exemple, algunes màquines de teletip funcionen en línia. Els seus operadors estan en comunicació instantània. Altres màquines de teletipus funcionen fora de línia, mitjançant la intervenció de la cinta de paper perforada. El missatge es conserva mitjançant forats perforats a la cinta i es transmet posteriorment alimentant la cinta a una altra màquina.

## Exemples

### Correu electrònic fora de línia
Un exemple d'ús comú d'aquests conceptes amb el correu electrònic és un agent d'usuari de correu (MUA) al qual es pot indicar que estigui en estat en línia o fora de línia. Un d'aquests MUA és Microsoft Outlook. Quan estigui en línia, intentarà connectar-se als servidors de correu (per comprovar si hi ha correu nou a intervals regulars, per exemple), i quan estigui fora de línia no intentarà fer cap connexió. L'estat en línia o fora de línia del MUA no reflecteix necessàriament l'estat de connexió entre l'ordinador en què s'està executant i Internet, és a dir, l'ordinador en si pot estar en línia (connectat a Internet mitjançant un mòdem de cable o altres mitjans), mentre que Outlook es manté fora de línia. per part de l'usuari, de manera que no intenti enviar ni rebre missatges. De la mateixa manera, un ordinador es pot configurar per utilitzar una connexió telefònica a demanda (com quan una aplicació com Outlook intenta connectar-se a un servidor), però és possible que l'usuari no vulgui que Outlook iniciï aquesta trucada sempre que estigui configurat per comproveu el correu.

### Reproducció multimèdia fora de línia
Un altre exemple de l'ús d'aquests conceptes és la tecnologia d'àudio digital. Una gravadora, un editor d'àudio digital o un altre dispositiu en línia és aquell el rellotge del qual està sota el control del rellotge d'un dispositiu mestre de sincronització. Quan el mestre de sincronització comença la reproducció, el dispositiu en línia es sincronitza automàticament amb el mestre i comença a reproduir-se des del mateix punt de la gravació. Un dispositiu que està fora de línia no utilitza cap referència de rellotge extern i es basa en el seu propi rellotge intern. Quan molts dispositius estan connectats a un mestre de sincronització, sovint és convenient, si es vol escoltar només la sortida d'un únic dispositiu, posar-lo fora de línia perquè, si el dispositiu es reprodueix en línia, tots els dispositius sincronitzats han de localitzar el punt de reproducció. i espereu que els altres dispositius estiguin sincronitzats. (Per a una discussió relacionada, vegeu Codi de temps MIDI, Rellotge Word i sincronització del sistema de gravació.)

### Navegació fora de línia
Un tercer exemple d'ús comú d'aquests conceptes és un navegador web al qual es pot indicar que estigui en estat en línia o fora de línia. El navegador intenta recuperar pàgines dels servidors només en l'estat en línia. En l'estat fora de línia, o "mode fora de línia", els usuaris poden navegar fora de línia, on les pàgines es poden navegar mitjançant còpies locals d'aquelles pàgines que s'han baixat prèviament mentre es trobaven en línia. Això pot ser útil quan l'ordinador està fora de línia i la connexió a Internet és impossible o no desitjable. Les pàgines es descarreguen implícitament a la memòria cau del propi navegador web com a resultat de la navegació prèvia en línia per part de l'usuari o explícitament per un navegador configurat per mantenir còpies locals de determinades pàgines web, que s'actualitzen quan el navegador està en estat en línia, o bé comprovant que les còpies locals estiguin actualitzades a intervals regulars o comprovant que les còpies locals estiguin actualitzades sempre que el navegador es canviï a la línia. Un d'aquests navegadors web és Internet Explorer. Quan s'afegeixen pàgines a la llista de Preferits, es poden marcar com a "disponibles per a la navegació fora de línia". Internet Explorer baixarà còpies locals tant de la pàgina marcada com, opcionalment, de totes les pàgines a les quals enllaça. A la versió 6 d'Internet Explorer, el nivell d'enllaços directes i indirectes, la quantitat màxima d'espai de disc local que es pot consumir i la programació en què es comproven les còpies locals per veure si estan actualitzades, es poden configurar per a cadascun. entrada individual de favorits.
Per a les comunitats que no tenen una connexió adequada a Internet, com ara països en desenvolupament, zones rurals i presons, magatzems d'informació fora de línia com la Biblioteca digital eGranary de WiderNet (una col·lecció d'aproximadament trenta milions de recursos educatius de més de dos mil llocs web i centenars de CD-ROM). ) proporcionen accés fora de línia a la informació. Més recentment, Internet Archive va anunciar un projecte de servidor fora de línia destinat a proporcionar accés a material en servidors econòmics que es poden actualitzar mitjançant llapis USB i targetes SD.

### Emmagatzematge fora de línia
Així mateix, l'emmagatzematge fora de línia és l'emmagatzematge de dades de l'ordinador que no està "disponible per al seu ús immediat sota demanda pel sistema sense intervenció humana". A més, un sistema en línia que estigui apagat es pot considerar fora de línia.

### Missatges fora de línia
Amb les eines i mitjans de comunicació creixents, les paraules offline i online s'utilitzen amb molta freqüència. Si una persona està activa a través d'una eina de missatgeria i és capaç d'acceptar els missatges, s'anomena missatge en línia i si la persona no està disponible i el missatge es deixa veure quan la persona torni, s'anomena missatge fora de línia. En el mateix context, la disponibilitat de la persona s'anomena en línia i la no disponibilitat s'anomena fora de línia.

### Sistemes de fitxers
En el context dels sistemes de fitxers, "en línia" i "fora de línia" són sinònims de "muntat" i "no muntat". Per exemple, a les capacitats de redimensionament dels sistemes de fitxers, "augment en línia" i "reducció en línia" signifiquen respectivament la capacitat d'augmentar o disminuir l'espai assignat a aquest sistema de fitxers sense necessitat de desmuntar-lo.

## Generalitzacions
Des de la popularització de la informàtica i les telecomunicacions, les distincions en línia i fora de línia s'han estès al camp de les relacions interpersonals humanes. La distinció entre allò que es considera en línia i allò que es considera fora de línia s'ha convertit en un tema d'estudi en l'àmbit de la sociologia.
La distinció entre en línia i fora de línia es veu convencionalment com la distinció entre la comunicació mediada per ordinador i la comunicació cara a cara (p. ex., temps presencial ), respectivament. En línia és virtualitat o ciberespai, i fora de línia és la realitat (és a dir, la vida real o "espai de carn"). Slater afirma que aquesta distinció és "òbviament massa senzilla". Per donar suport al seu argument que les distincions en les relacions són més complexes que una simple dicotomia entre en línia i fora de línia, observa que algunes persones no fan distinció entre una relació en línia, com ara el cibersexe, i una relació fora de línia, com ser amics per correspondència. . Argumenta que fins i tot el telèfon es pot considerar una experiència en línia en algunes circumstàncies, i que la difuminació de les distincions entre els usos de diverses tecnologies (com ara PDA versus telèfon mòbil, televisió per Internet versus Internet i telèfon versus Protocol de veu sobre Internet).) ha fet "impossible utilitzar el terme en línia de manera significativa en el sentit que va ser emprat per la primera generació de recerca a Internet".
Slater assegura que hi ha pressions legals i normatives per reduir la distinció entre online i offline, amb una "tendència general a assimilar online a offline i esborrar la distinció", subratllant, però, que això no vol dir que les relacions en línia es redueixin a relacions fora de línia preexistents . Conjectura que es pot assignar un estatus legal més gran a les relacions en línia (assenyalant que les relacions contractuals, com les transaccions comercials, en línia ja es veuen tan "reals" com les seves contraparts fora de línia), tot i que afirma que és difícil imaginar els tribunals. atorgar pensió a persones que hagin tingut una relació sexual purament en línia. També conjectura que una distinció en línia/fora de línia pot ser vista per la gent com a "més pintoresc i poc comprensible" d'aquí a 10 anys.
Aquesta distinció entre en línia i fora de línia de vegades s'inverteix, i s'utilitzen conceptes en línia per definir i explicar activitats fora de línia, en lloc de (segons les convencions de la metàfora de l'escriptori amb els seus escriptoris, papereres, carpetes, etc.) de l'altra manera. Diversos dibuixos animats que apareixen a The New Yorker n'han fet sàtires. Una sàtira mostra a Sant Pere que demana un nom d'usuari i una contrasenya abans d'admetre un home al cel. Un altre il·lustra "la botiga fora de línia" (referint-se a una botiga normal de les antigues) on :"Tots els articles són de mida real", "Els compradors s'ho poden emportar a casa tan bon punt ho paguin" i "La mercaderia es pot manipular abans de comprar"